# Heiner Meyer

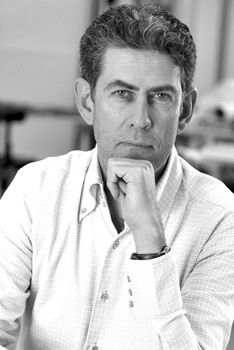
Heiner Meyer (2008)

Heiner Meyer (* 9. Oktober 1953 in Bielefeld) ist ein deutscher Pop-Art-Künstler und Bildhauer.

## Leben
Meyer wurde als Kind des Bielefelder Hoteliers Günther Meyer und seiner Frau Gertrude geboren. Er interessierte sich für Kunst und begann selbst zu malen. 1972 hatte er seine erste Einzelausstellung in der Galerie Bernhard Hüning in Münster. Darauf folgten 1973 und 1974 Aufenthalte in London und Cadaqués. In Cadaqués war Meyer Assistent bei Salvador Dalí.
1977 begann Meyer ein Studium der Freien Kunst an der Hochschule für Bildende Künste Braunschweig, wo er 1981 zum Meisterschüler ernannt wurde. Ein Jahr später ist er Preisträger des Kunstpreises der Lottogesellschaft Niedersachsen. 1983 bekam Meyer einen Lehrauftrag an der Hochschule für Bildende Künste Braunschweig. Im selben Jahr heiratete er Brigitte Worbs, mit welcher er drei Kinder hat. Sein erstes eigenes Atelier richtete er in Bielefeld ein.
Von 1986 bis 1990 unterrichtete er an der Fachhochschule Bielefeld im Fachbereich Visuelle Kommunikation. 1987 erhielt er das Ebernburg-Stipendium des Landes Rheinland-Pfalz.
Ab 1993 wurde er durch das Kultusministerium des Landes Nordrhein-Westfalen gefördert. 1996 erhielt Heiner Meyer ein Reisestipendium für Japan durch das Goethe-Institut Kansai. 2004 zog Meyer in ein größeres Atelier um, in dem er bis heute arbeitet. Seine Werke wurden in 100 Ausstellungen gezeigt, unter anderem auf Messen in Seoul, Paris, Miami Beach, Bologna und Chicago.
Der Künstler lebt in Bielefeld. Arbeiten Meyers befinden sich u. a. im Besitz der Hochschule der Bildenden Künste Braunschweig, Fundació Miró, Barcelona/E, Deutsches Postmuseum, Frankfurt/M., Contemporary Art Museum, Miami/USA, Museum für das Fürstentum Lüneburg, Lüneburg und Sammlung Deutsche Fototage, Frankfurt.

## Werk
Meyers derzeitige Werke zählen zur Pop-Art. Frühere Bilder Heiner Meyers zeigen Frauen wie Aphrodite, Hera, Athene und Gestalten der antiken Götter- und Sagenwelt. Danach malte er Diven, Vamps, Stars, Starlets und Pin-Ups, sowie Grace Kelly, Liz Taylor, Jacqueline Kennedy, Penélope Cruz, Paris Hilton, Victoria Beckham, Heidi Klum.
Die Werke des Bielefelder Künstlers weisen häufig gegensätzliche Elemente auf. Er verbindet gelegentlich das Gegenständliche und das Abstrakte sowie unterschiedliche Techniken, indem er Malerei mit Fotografie verbindet. In seiner Serie "Reloaded" wird dieser Aspekt deutlich. Ein Bild des Künstlers beinhaltet meist eine hübsche, meist leicht bekleidete Frau, ein luxuriöses Auto, Elemente aus der Casino-Welt wie Würfel, Spielkarten und Chips, Diamanten, Designer Pumps oder andere luxuriöse Artikel, Comicfiguren, Blumen, Pralinen, einen eleganten Schriftzug, Werbeartikel oder Slogan, kräftige Farben und Elemente wie Punkte, Luftballons, Sprech- oder Seifenblasen.

## Skulpturen
Meyer gestaltete und entwarf auch Skulpturen und Bronzen. Zunächst beschäftigte er sich, wie auch in der Malerei mit antiker Skulptur und Architektur.
Der Maler und Bildhauer zeigt auf seinen Gemälden und eben auch in Form von Skulptur von der Zeit gezeichnete Rudimente von Denkmälern, dir ihren ursprünglichen Kontext verloren und ihre genuine Funktion abgelegt haben.
Heute haben sich auch die Themen seiner Arbeit als Bildhauer begleitend zur Wandlung in der Kunst verändert und weiterentwickelt. Seine Skulpturen und Bronzen zählen wie seine Malerei zur Gattung der Pop-Art. Werke sind zum Beispiel eine Bronze der Birkin Bag von Hermés mit dem Titel "Most wanted". Ein weiteres Projekt sind Meyers Botox-Boxen, Ein Siebdruck auf Holz mit dem Botox-Motiv.

## Ausstellungen (Auswahl)
- 2021: Ludwig Galerie Schloss Oberhausen: "Art About Shoes – von Schnabelschuh bis Sneaker", "Heiner Meyer – deutsche Pop Art im Stiletto-Format"
- 2020: Galerie HAAS & GSCHWANDTNER Salzburg "High Gloss"[1]
- 2018: Galerie HAAS & GSCHWANDTNER, Salzburg: "Lost and Found"[2], Galerie Terminus, München: "Delightful", Galerie Brennecke, Berlin: "Ten Years Superstition"
- 2017: Galerie Schimmig, Hamburg und Museum Abteil Liesborn: "Beneath the Surface",  Galerie Barbara von Stechow, Frankfurt am Main: "Gloss Up", Burg Vischering, Lüdinghausen: „Pop Art Dialog – Beckman + Meyer“
- 2016: Museum Ludwig, Koblenz und Salzburg: "Beneath the Surface"[3], Brennecke Fine Art, Berlin: „What’s the World?“, Galerie Dutoit, Unterentfelden: „Paintings & Sculptures“
- 2015: Galerie Frank Fluegel, Nürnberg: „Heiner Meyer - Stories of the Future“, Salzburg: Galerie HAAS & GSCHWANDTNER[4], Wien: One-Man-Show auf der Viennafair; Galerie Eikelmann, Art Fair Köln: „A Tribute to Alex Katz“
- 2014: Hannover Gallery, Hannover: „Have a Look“, Galerie Terminus, München: „State of Play“, Brennecke Fine Art, Berlin: „Spirit of Ecstasy“
- 2013: Baker Sponder Gallery, Boca Raton/USA: „Paintings“, Klettgau Galerie, Klettgau: „State of Play“, Galerie Doris Hölder, Ravensburg: „Have a Look“
- 2012: Museum Horst Jansen, Oldenburg: „Private Eyes“, Campton Gallery New York/USA: Recent Works, Galerie Barbara von Stechow, Frankfurt am Main: „Just Made“
- 2011: Kunstclub Hamburg, Hamburg: „Showtime“, Christian Hohmann Fine Art, Palm Desert: Neue Arbeiten, Galerie Terminus, München: „Privat Eyes“
- 2010: Galerie Noah, Augsburg: „Süße“, Galerie Getreidegasse, Salzburg: "Déjà-Vu", Galerie Albert Benamou, Paris: Feng Zhengjie & Heiner Meyer "East meets West through Pop Art"
- 2009: Galerie Mathias Küper, Stuttgart: „Déjà-Vu“, Kunsthalle, Gießen: „Déjà-Vu“ – Galerie Rive Gauche, Paris
- 2008: Galleria Palazzo COVERI, Florenz, Kultur Raum / Galerie Speyer, Speyer, ModenArte, Modena
- 2007: Kunstclub Hamburg, Hamburg: „Déjà-Vu“, Galerie Ranalter, Innsbruck: "Reloaded", Galerie Eikelmann, Düsseldorf, auf der "bridgeArtFair", London
- 2006: Kunsthalle Neuffer im Park, Pirmasens, Kunsthalle Neuffer im Park, Pirmasens (in Kooperation mit Galerie Burkhard Eikelmann, Düsseldorf), Galerie Dr. Ulrike Hamm, Bissendorf: Bilder und Bronzen "SehSüchte"
- 2005: Herforder Kunstverein, Herford: „Glamour“, Die Galerie, Frankfurt am Main: „In Couples“, Art Space Santorini: Arbeiten zur Antike
- 2004: Galerie Terminus, München: „Glamour“, Decoya Contemporary, Seoul: Malerei, arke Galerie, Dortmund: Bilder und Bronzen
- 2003: Historisches Petrihaus im Brentanopark, Frankfurt-Rödelheim: „Dialoge“, Akademisches Kunstmuseum, Bonn: „Stilles Vertrautes – Preußische Prinzessinnen von Schadow“, City-Hotels Berlin, Künstlerheim-Luise: Gestaltung eines Künstlerzimmers
- 2002: Museum für Abgüsse Klassischer Bildwerke, München, Galerie Beelte-Preyer, Münster, Die Galerie, Frankfurt am Main

## Veröffentlichungen (Auswahl)
- Ford Beckman, Heiner Meyer: Ein Pop Art Dialog. Ausstellungskatalog Stiftung Bildung & Kultur, Kunstraum Villa Friede Bonn; Burg Vischering Lüdinghausen; Stiftung für Bildung & Kultur, Witten; Herausgeber: Detlef H. Mache 2016[5][6]
- Beneath the Surface, herausgegeben von Beate Reifenscheid, Museum Ludwig Juni 2016 ISBN 978-3-86206-580-6.
- Edition SchöneBucher, Herausgeber: Hartmut Kettler, September 2014 ISBN 978-3-86206-416-8.
- State of Play, mit Texten von Charles Rump und Eberhard Stosch; Kettler Verlag Bönen ISBN 978-3-86206-290-4.
- Private Eyes: Herausgeber: Dr. Friedrich Scheele; DruckVerlag Kettler, Bönen, ISBN 978-3-86206-108-2.
- Déjà-Vu: Katalog zur Ausstellung in der Kunsthalle Giessen und in der Galerie Terminus, München; Kerber Verlag, Bielefeld 2009 ISBN 978-3-86678-262-4.
- Reloaded zu der Ausstellung Heiner Meyer Neue Arbeiten 2006 in der Galerie Terminus, München; Kerber Verlag, Bielefeld 2006.